# Вульгарная политическая экономия
Вульга́рная полити́ческая эконо́мия (от нем. Vulgärökonomie, по-видимому от англ. the vulgar economist, то есть «ограниченная домохозяйка») — в марксизме, политэкономические работы, которые игнорируют противоречия между трудом и капиталом, неизбежные в процессе капиталистического производства, вместо стоимости концентрируются на спросе и предложении, а вместо прибавочной стоимости — на «троице» прибыли (якобы происходящей от капитала), зарплаты (следствия труда) и ренты (от земли). Маркс противопоставлял вульгарную политэкономию «классической» (Рикардо, Сисмонди) и считал, что сторонники вульгарной политэкономии (особенно «самый пошлый, а потому и самый удачливый представитель вульгарно-экономической апологетики» Бастиа с его «гармонией интересов») уклонились от научного исследования и занимаются апологетикой капитализма.